# 전주효자초등학교
전주효자초등학교는 대한민국 전북특별자치도 전주시에 있는 공립 초등학교이다.

## 학교 연혁
- 1985.06.15 전주효자국민학교 개교(23학급 1224명)
- 1985.09.25 병설유치원 개원 (1학급)
- 1988.08.01 삼천국민학교 24학급 분리
- 1990.03.01 서원국민학교로 19학급 분리
- 1992.03.01 완산서국민학교로 5학급 분리
- 1993.09.01 효문국민학교로 5학급 분리(38학급)
- 1996.03.01 전주효자초등학교로 개명
- 2000.09.01 전주용흥초등학교로 5학급 분리
- 2021.02.19 제35회 32명 졸업(졸업생 누계: 6909명)
- 2021.03.01 8학급 편성(남 79명, 여 89명, 계 168명), 유치원 2학급 편성
- 2021.12.30 제36회 26명 졸업 (졸업생 누계: 6935명)
- 2022.03.01 8학급 편성(남 71명, 여 84명, 계 155명), 유치원 2학급 편성
- 2023.03.01 제15대 고미란 교장 부임
- 2023.03.01 7학급 편성(남 60명, 여 75명, 계 135명), 유치원 2학급 편성(남 9명, 여 10명, 계 19명)
- 2024.03.01 6학급 편성(남 55명, 여 61명, 계 116명), 유치원 1학급 편성(남 5명, 여 3명, 계 8명)
- 2025.06.15 개교 40주년

## 참고 자료
- 전주효자초등학교 - 한국교육학술정보원 학교알리미